# Västerviks, Oskarshamns och Borgholms valkrets
Västerviks, Oskarshamns och Borgholms valkrets var en egen valkrets med ett mandat vid riksdagsvalen till andra kammaren i valet 1875. Valkretsen avskaffades inför valet 1878, då Västervik och Oskarshamn bildade Västerviks och Oskarshamns valkrets medan Borgholm fördes till Växjö, Eksjö, Vimmerby och Borgholms valkrets.

## Riksdagsman
- Gustaf Maechel (1876–1878)